# Varanus mitchelli
Varanus mitchelli — вид плазунів з родини варанових. Належить до підроду Odatria.

## Морфологічна характеристика
Цей варан темно-коричневий або синьо-чорний або чорнуватий зверху, голова з розсіяними кремовими або жовтими цятками, тіло з численними жовтуватими цятками, плямами або невеликими очками з чорним центром. Є погано виражена жовтувата скронева смуга, тоді як горло та боки шиї яскраво-лимонно-жовті з чорними плямами та плямами та чорними смугами на нижніх губах. Нижній край очної западини яскраво-жовтий. Кінцівки зверху чорні з розсіяними жовтими плямами. Хвіст чорний з безліччю дрібних жовтих або кремових плям.

## Середовище проживання
Цей вид зустрічається у водних середовищах у північних частинах Західної Австралії та Північної території; його ареал може поширюватися на крайній північний захід Квінсленда; на островах не зафіксований.
Цей напівводний вид мешкає на околицях водотоків, лагун і боліт, гріючись на скелях і гілках. 

## Спосіб життя
Харчується водними комахами, рибою, дрібними ящірками та жабами. Тривалість його покоління точно невідома, але вважається, що тварини досягають статевої зрілості в 3–4 роки і живуть 10 років.

## Використання
Цей вид можна тримати як домашнього улюбленця в деяких штатах Австралії за наявності відповідних ліцензій.

## Загрози й охорона
Інвазивна ропуха очеретяна (Rhinella marina) є найбільшим поточним загрозливим процесом для цього виду, із зареєстрованим зниженням від 49 до 97% після вторгнення ропухи очеретяної. Вид внесено до списку вразливих на Північній території. Як відомо, зустрічається в кількох заповідниках. Вид занесено до Додатку II CITES.